# Skykomish (település)
Skykomish az Amerikai Egyesült Államok északnyugati részén, Washington állam King megyéjében elhelyezkedő város. A 2010. évi népszámlálási adatok alapján 198 lakosa van.

## Történet
A település névadója a skykomish (más néven skai-wamish) indián törzs. Az első telepes a Great Northern Railway 1889-ben ideérkező földmérője, John Maloney. Skykomish 1909. június 5-én kapott városi rangot.
A településen az 1890-es évektől 1974-ig üzemelt a Great Northern Railway (ma BNSF) karbantartóbázisa, valamint a gőz- és dízelmozdonyokat itt kapcsolták a villamos vontatású vonatokhoz. A helység könyvtára 1945-ben nyílt meg a városházán, 1994-ben pedig önálló épületbe költözött. Skykomish lakossága az 1920-as években elérte a nyolcezer főt, azonban a munkalehetőségek csökkenése miatt 1990-ben már csak kevesebb mint háromszázan éltek itt.
A huszadik század során a Skykomish folyó és a talajvíz olajjal és nehézfémekkel szennyeződötté vált. A tisztítás az 1980-as években kezdődött; 2006-ban a vasúttársaság ötvenmillió dollár összeget különített el e célra. A három évig tartó munka a talaj cseréjével járt; a végső összeg meghaladta a százmillió dollárt. A projekt során huszonkét épületet ideiglenes helyre költöztettek; a takarítás végén ezeket megerősített alapokra helyezték vissza. A tisztítás során új szennyvízfeldolgozót is létesítettek. Később Rick Aydelotte pert nyert a város ellen, miután kiderült, hogy annak vezetői kenőpénzt fogadtak el a BNSF-től azért, hogy a tisztítót a vasúttársaságnak kedvező feltételek szerint alakítsák ki.

## Éghajlat
A város éghajlata mediterrán (a Köppen-skála szerint Csb).
| Hónap                         | Jan.  | Feb.  | Már. | Ápr. | Máj. | Jún. | Júl. | Aug. | Szep. | Okt. | Nov.  | Dec.  | Év    |
| ----------------------------- | ----- | ----- | ---- | ---- | ---- | ---- | ---- | ---- | ----- | ---- | ----- | ----- | ----- |
| Rekord max. hőmérséklet (°C)  | 16,7  | 22,8  | 26,7 | 32,8 | 37,8 | 36,7 | 38,3 | 36,7 | 36,7  | 30,0 | 20,6  | 16,1  | 38,3  |
| Átlagos max. hőmérséklet (°C) | 6,1   | 8,9   | 11,7 | 15,0 | 18,3 | 21,1 | 24,4 | 24,4 | 21,7  | 15,0 | 8,3   | 5,0   | 15,0  |
| Átlagos min. hőmérséklet (°C) | 0,0   | 0,0   | 1,7  | 3,3  | 6,7  | 9,4  | 11,1 | 11,1 | 8,9   | 5,6  | 2,2   | −0,6  | 5,0   |
| Rekord min. hőmérséklet (°C)  | −16,1 | −18,0 | −8,9 | −2,8 | −0,6 | −0,6 | 3,3  | 1,1  | −1,1  | −5,0 | −13,3 | −18,0 | −18,0 |
| Átl. csapadékmennyiség (mm)   | 405   | 269   | 264  | 199  | 141  | 107  | 52   | 50   | 116   | 279  | 481   | 355   | 2718  |
| Forrás: The Weather Channel   |       |       |      |      |      |      |      |      |       |      |       |       |       |

## Népesség
A 2010-es népszámláláskor a városnak 198 lakója, 95 háztartása és 45 családja volt. A népsűrűség 244,4 fő/km2. A lakóegységek száma 168, sűrűségük 207,4 db/km2. A lakosok 95,5%-a fehér, 1%-a afroamerikai, 1,5%-a indián, 1,5%-a ázsiai,   0,5%-a pedig kettő vagy több etnikumú. A spanyol vagy latino származásúak aránya 1,5% (   )
A háztartások 20%-ában élt 18 évnél fiatalabb. 34,7% házas, 4,2% egyedülálló nő, 8,4% egyedülálló férfi, 52,6% pedig nem család. 44,2% egyedül élt; 14,7%-uk 65 éves vagy idősebb. Egy háztartásban átlagosan 2,08 személy élt; a családok átlagmérete 2,87 fő.
A medián életkor 51,3 év volt. A város lakóinak 18,2%-a 18 évesnél fiatalabb, 6,1% 18 és 24 év közötti, 18,7%-uk 25 és 44 év közötti, 38,4%-uk 45 és 64 év közötti, 18,7%-uk pedig 65 éves vagy idősebb. A lakosok 57,1%-a férfi, 42,9%-a pedig nő.

## Fordítás
- Ez a szócikk részben vagy egészben  a   Skykomish, Washington című angol Wikipédia-szócikk ezen változatának fordításán alapul.  Az eredeti cikk szerkesztőit annak laptörténete sorolja fel. Ez a jelzés csupán a megfogalmazás eredetét és a szerzői jogokat jelzi, nem szolgál a cikkben szereplő információk forrásmegjelöléseként.